# 78P/Gehrels
Pour les articles homonymes, voir Gehrels et Comète Gehrels.
78P/Gehrels, aussi connue comme Gehrels 2, est une comète périodique du Système solaire, découverte le 29 septembre 1973 par Tom Gehrels.